# Ulls verds
Ulls Verds (títol original: Freaky Green Eyes) és una de les novel·les de Joyce Carol Oates, publicada a l'abril del 2005. Amb tema principal la violència intrafamiliar, tot i que no consta d'un plantejament melodramàtic, perquè el pare és l'assassí i la muller i filla víctimes, però la trama es desenvolupa amb molta subtilesa i complexitat. El narrador enllaça trames i enigmes amb una gran força narrativa, fent front a la violència cap a les dones i la dificultat d'afrontar situacions violentes a l'adolescència i la impotència que se sent.

## Argument
Una noia de 14 anys molt confiada i innocent comença a escoltar una veu de maduresa al seu interior, a la que anomena Ulls Verds. Els seus pares comencen a distanciar-se, ja que la mare és maltractada, i no vol seguir suportant tot allo. La mare un dia es muda a una cabanya que tenia a Skagit Harbor. Durant un temps, ella i la seva germana Samantha veuen a la mare només quan el pare és de viatge. El senyor Don convida en Reid (el pare) per anar a casa seva, i van tots tres sols, ja que la mare està a Skagit i el seu germà Todd viu a Washington. Allà quatre nois li ensenyen un “mini zoo” amb animals engabiats. Ella decideix alliberar-los, però el pare s'enfada. Després del retorn, les noies se'n van amb la mare a Skagit Harbor, ja que els pares estan millor. A les dues els agrada molt el poblet, i coneixen un noi, en Garret, que les convida a fer un volt en vaixell aquella tarda. Però el pare arriba a la cabanya en busca de les noies, dient que la Krista, la mare, els havia traït perquè estimava a un altre home. Després d'això la Krista no torna a la casa mai més. La Franky rep una trucada de la mare i la culpa per no haver evitat que les distanciessin, així que finalment li diu que l'odia i que no torni a trucar. El pare es posa malalt i en Todd va a casa, menyspreant la Krista. Al cap d'uns dies els comuniquen que la mare i en Mero Okawa, un amic d'ella, han desaparegut, ja que la Melanie, amiga de la Krista, no troba ningú a la cabanya, i hi ha sang del Rabbit, el seu gos. Els fan interrogatoris. La Franky i els seus germans s'allotgen a casa del seu advocat Sheenan, per a evitar la premsa, preparant-se per a donar les respostes correctes a la policia. Tothom coneix la Franky i la tieta Vicky, germana de la Krista, intenta parlar amb ella, però no vol respondre a res. A les dues setmanes la Franky va a Skagit Harbor per buscar alguna pista, i se’n recorda d'un cau en el qual, segons havia parlat amb la mare, podien deixar qualsevol missatge i ningú s'assabentaria. Quan arriba, troba amagat un diari a una bossa de plàstic. Era d'ella, i explica tot el que havia passat en realitat. En aquell moment és quan la Franky necessita realment la valentia de l'Ulls Verds perquè tot aquest assumpte acabi.

## Personatges
- Franky: és la protagonista de la història. Té 14 anys i comença a tenir valor i coratge, juntament amb maduresa, gràcies a l'Ulls Verds, una veu interna que li parla i la fa actuar d'una manera diferent. És fonamental per a trobar a la Krista, la seva mare, després de la seva desaparició.
- Vicky: és l'aliada de la protagonista. Tot i que la Franky al principi no vol parlar amb ella, quan s'adona de la veritat, la tieta l'ajuda en tot i s'involucra per culpar al seu pare de la mort de la Krista. L'ajuda a amagar-se del seu pare perquè no la pugui matar o fer mal.
- Reid Pierson: és l'antagonista. És el pare de la Franky, i en principi ella es pensa que és bo i que ell no era el culpable de la desaparició de la mare, sinó que ella s'estava amagant. Però finalment s'adona que de vegades les coses no són com un es pensa o es veuen a primera vista, i que no sempre es pot confiar en la gent, encara que sigui la teva família.
- Todd: és l'aliat de l'antagonista. Ell defensa al seu pare per damunt de qualsevol cosa, i no pot suportar que el culpin. En realitat la Krista no és la seva mare, ja que el seu pare es va casar amb ella quan la seva mare real va morir.
- Krista Connor: és el personatge objectiu, el que fa que transcorri la història, perquè és qui desapareix misteriosament. És la mare de la Franky i la Samantha, i ella vol tenir-les a prop, però el pare li ho prohibeix i sofreix maltracte per la seva part. Es veu obligada a separar-se de les seves filles i aïllar-se de la seva família a una cabanya de Skagit Harbor.
- Samantha: és un personatge secundari. Es preocupa molt per la seva mare, i arriba a odiar-la per no haver evitat que les separessin. Ella també pensa que el pare no és culpable, fins que la Franky s'assabenta de tot i li ho explica.
- Mero Okawa: és un personatge secundari. És l'amic de la mare, que coneix a Skagit Harbor. No és acceptat pel pare per la seva orientació sexual, i acaba mort a causa dels gels d'en Raid, ja que pensa que és l'amant de la seva dona.